# Kirkenær
Kirkenær è un villaggio della Norvegia, situato nella municipalità di Grue, nella contea di Innlandet.